# Noëlle (film)
Pour plus de détails, voir Fiche technique et Distribution.
Noëlle (Noelle) est un film de Noël comique et fantastique américaine écrite et réalisée par Marc Lawrence et sorti en 2019 sur le service Disney+.
Le film débute alors que Kris Kringle, le père Noël, nous a quitté et le poste est hérité par son fils, Nick. Mais ce dernier est extrêmement stressé à l'idée de reprendre l'affaire familiale. Sa sœur, Noëlle, lui propose de prendre un petit week-end pour se changer les idées avant de commencer. Nick en profite alors pour prendre la fuite. Noëlle est obligée de quitter le Pôle Nord pour la première fois de sa vie pour essayer de retrouver son frère avant Noël. Pendant ce temps, leur cousin Gabriel a pour projet de transformer l'atelier du père Noël en service de livraison par internet.

## Synopsis
Quand Noelle Kringle était petite, son père, Kris Kringle, retournait au pôle Nord chaque soir de Noël pour fêter joyeusement avec sa famille. Il rappelle au frère aîné de Noelle, Nick, qu'il doit commencer son entraînement de père Noël pour le remplacer un jour. Des années plus tard, Kris décède cinq mois avant la fête de Noël et Nick n'a toujours pas perfectionné son entraînement. Noelle continue de lui donner son soutien spirituel de Noël tout en fabriquant ses fameuses cartes de Noël. La pression étant trop forte, Noelle dit à Nick de s'absenter pour la fin de semaine afin qu'il puisse se détendre avant le grand jour. Sept jours plus tard, les rennes retournent au pôle Nord, mais Nick est introuvable. Lorsque Noelle admet qu'elle a dit à son frère de partir, tous les elfes se retournent contre elle pour avoir essentiellement gâché Noël. Les elfes n'ont pas d'autre choix que de nommer Gabriel, le cousin de Noelle, le support technique des Kringle, pour la remplacer pour l'année.
En se morfondant dans sa chambre, Noelle découvre que Nick a regardé dans ses magazines (sa seule fenêtre donnant sur l'extérieur du pôle Nord) et réalise qu'il doit être à Phoenix, Arizona. Elle prend le traîneau et les rennes avec sa nounou d'enfance, Lutin Polly, qui arrive sans le vouloir et ils se retrouvent à Phoenix au milieu d'un centre commercial. La gérante, Helen Rojas, prévoit de la faire expulser, mais lorsque les clients apprécient tous la présence des rennes, en particulier un employé de Petco dont elle a le béguin pour le nom de Dan, elle lui permet de rester aussi longtemps qu'ils s'occupent des rennes. Polly reste pendant que Noelle poursuit sa recherche de Nick. Après avoir croisé tant de " vilaines " personnes, elle trouve une annonce et rencontre un détective privé nommé Jake Hapman. Jake, un père célibataire qui vient de divorcer, décide d'aider Noelle malgré ses étranges vêtements.
Pendant ce temps, au pôle Nord, Gabriel utilise les statistiques pour les dons de cadeaux et explique (selon lui) qu'il n'y a que 2 738 enfants gentils dans le monde et prévoit de donner à tous les vilains un avis leur disant de faire mieux l'année prochaine, au grand dam des elfes et de Mme Noël. Noelle rencontre le fils de Jake, Alex, qui exprime le désir de faire la cuisine, mais qui a peur de le dire à son père qui est terriblement pour cela. Noelle lui promet que s'il est gentil, il réalisera son vœu de Noël, qui est de passer Noël avec toute sa famille. En cherchant, Noelle découvre qu'elle a une capacité inhérente à déchiffrer si quelqu'un est méchant ou gentil et qu'elle peut apprendre n'importe quelle langue, y compris la langue des signes américaine, après avoir parlé avec une fille sourde sans abri. Une brève interaction avec une femme au sujet de son pantalon de yoga permet à Jake de déchiffrer que Nick travaille au studio de yoga local. Noelle et Nick se réunissent joyeusement, mais se disputent à propos de leur rôle de père Noël, ce qui se termine par le départ de Noelle.
Le renne préféré de Noelle, un petit renne blanc nommé Bouledeneige, arrive avec une lettre de Mme Noël, lui racontant ce qui se passe au pôle Nord. Noelle demande à Bouledeneige de renifler Nick qui est allé à une retraite de yoga au Jardin botanique du désert. Alors qu'il refuse de lui parler, elle lui laisse la lettre. Le lendemain, Nick la rencontre avec Polly au centre commercial et Noelle lui demande de continuer à s'entraîner en devenant le père Noël du centre commercial mais c’est plus Noelle qui a compris un enfant indien et même savoir les secrets d’une vilaine gamine. Alors que Nick découvre le message texte envoyé aux enfants par Gabriel, Jake découvre que Noelle a parlé à Alex de son souhait de Noël, ce qui est gênant pour lui puisque son ex-femme s'est remariée. Noelle s'effondre et révèle qu'elle est la fille du père Noël, ce qui le pousse à partir. Lorsque Nick est accosté par le vrai père Noël du centre commercial, Noelle intervient et blesse accidentellement un policier, ce qui lui vaut d'être arrêtée puis hospitalisée pour une évaluation psychologique.
Polly rencontre Jake qui lui révèle qu'elle est en fait un elfe et lui demande son aide pour faire libérer Noelle. Ils y parviennent, Jake voyant le traîneau et les rennes voler et Noelle, Nick et Polly retournent au pôle Nord avant la veille de Noël. Lors de sa rencontre avec les aînés, Nick révèle qu'il a décidé que Noelle devrait être le prochain Père Noël, car l'Alliance du Père Noël ne mentionne pas techniquement le sexe, et les elfes sont d'accord après que Noelle ait fait un discours passionné sur ce qu’elle a vécu à Phoenix. Noelle s'envole pour la nuit afin de livrer des cadeaux où elle rencontre de nombreuses mésaventures. Elle commence à se sentir déprimée, mais après être retournée au refuge pour sans-abri et avoir rencontré à nouveau la jeune fille sourde, Noelle se sent habilitée et son uniforme de Père Noël (qui était auparavant trop grand pour elle) lui est conforme. Elle termine son parcours avant de donner à Helen des billets pour Hawaii pour elle et Dan et de déposer Jake chez son ex-femme pour être avec Alex.
Noelle est célébrée au pôle Nord alors que Gabriel retourne avec joie au support technique, que Nick ouvre un studio de yoga et que Polly devient une elfe aînée (ce que Noelle regrette " légèrement "). Noelle admet qu'elle est fière de poursuivre l'héritage de son père en tant que Père Noël de la 24e génération.

## Fiche technique
Sauf indication contraire, les informations mentionnées dans cette section peuvent être confirmées par la base de données cinématographiques IMDb,  présente dans la section « Liens externes ».
- Titre original : Noelle
- Titre francophone : Noëlle
- Réalisation et scénario : Marc Lawrence
- Direction artistique : David Clarke et Andrew Li
- Décors : Maher Ahmad
- Photographie : Russell Carpenter
- Montage : Hughes Winborne
- Musique : Cody Fitzgerald et Clyde Lawrence
- Production : Suzanne Todd
- Producteurs délégués : John G. Scotti
- Sociétés de production : Walt Disney Pictures
- Société de distribution : Disney+ (streaming) / Walt Disney Studios Motion Pictures (globale)
- Pays d'origine :  États-Unis
- Langues originales : anglais
- Format : couleur
- Genre : Comédie fantastique
- Durée : 100 minutes
- Dates de sortie sur Disney+ : 
  -  États-Unis /  Canada : 12 novembre 2019
  -  France : 27 novembre 2020

## Distribution
- Anna Kendrick (VF : Karine Foviau) : Noëlle Kringle
- Bill Hader (VF : Stéphane Ronchewski) : Nick Kringle
- Shirley MacLaine (VF : Evelyne Grandjean) : Elf Polly
- Billy Eichner (VF : Fabrice Lelyon) : Gabriel Kringle
- Julie Hagerty (VF : Claudine Grémy) : Mme Kringle, la mère Noël
- Brayan Brendle : Kris Kringle, le père Noël
- Maceo Smedley : Alex
- Burgess Jenkins (VF : Bruno Choël) : Dan
- Michael Gross (VF : Vincent Violette) : Elder Elf Abe
- Kingsley Ben-Adir (VF : Eilias Changuel) : Jake Hapman
- Chelah Horsdal : Dr Shelley Sussman
- Anna Van Hooft (en) : Elf Mary
- Anthony Konechny : Elf Ted
- Ron Funches
- Diana Maria Riva (VF : Odile Schmitt) : Helen Rojas

## Production

### Développement
Le 11 janvier 2017, The Walt Disney Company annonce le lancement de la production d'un film autour de Noëlle Claus, la fille du père Noël, avec Anna Kendrick dans le rôle-titre et Marc Lawrence à l'écriture et la réalisation. La productrice Suzanne Todd est également annoncé pour représenter le studio Walt Disney Pictures lors du projet.
Plus tard dans l'année, Disney dévoile son planning pour ses futures sorties cinéma. Le film, dont le titre à l'époque était Nicole, est fixé pour une sortie le 8 novembre 2019 au cinéma. Mais en mars 2018, le studio retire le film de ses sorties cinéma et dévoile qu'il fera partie de ses premières productions dont la sortie se fera sur son service de vidéo à la demande, Disney+.

### Attribution des rôles
Lors de l'annonce du film, Anna Kendrick est confirmée pour le rôle-titre. Elle est suivie en juillet 2017 par Bill Hader qui interprétera son frère.
Entre septembre et novembre 2017, la distribution s'étoffe avec Billy Eichner, Shirley MacLaine, Julie Hagerty, Maceo Smedley et Michael Gross.

### Tournage
Le tournage du film a débuté à la fin du mois d'octobre 2017 à Vancouver au Canada. Après une pause pour les fêtes de fin d'année, la production a repris au parc olympique de Whistler, toujours au Canada, avant de se terminer au cours du mois de janvier 2018.
Des scènes supplémentaires ont été tournées à Woodstock dans l'état de Géorgie